# パリ国立オペラ

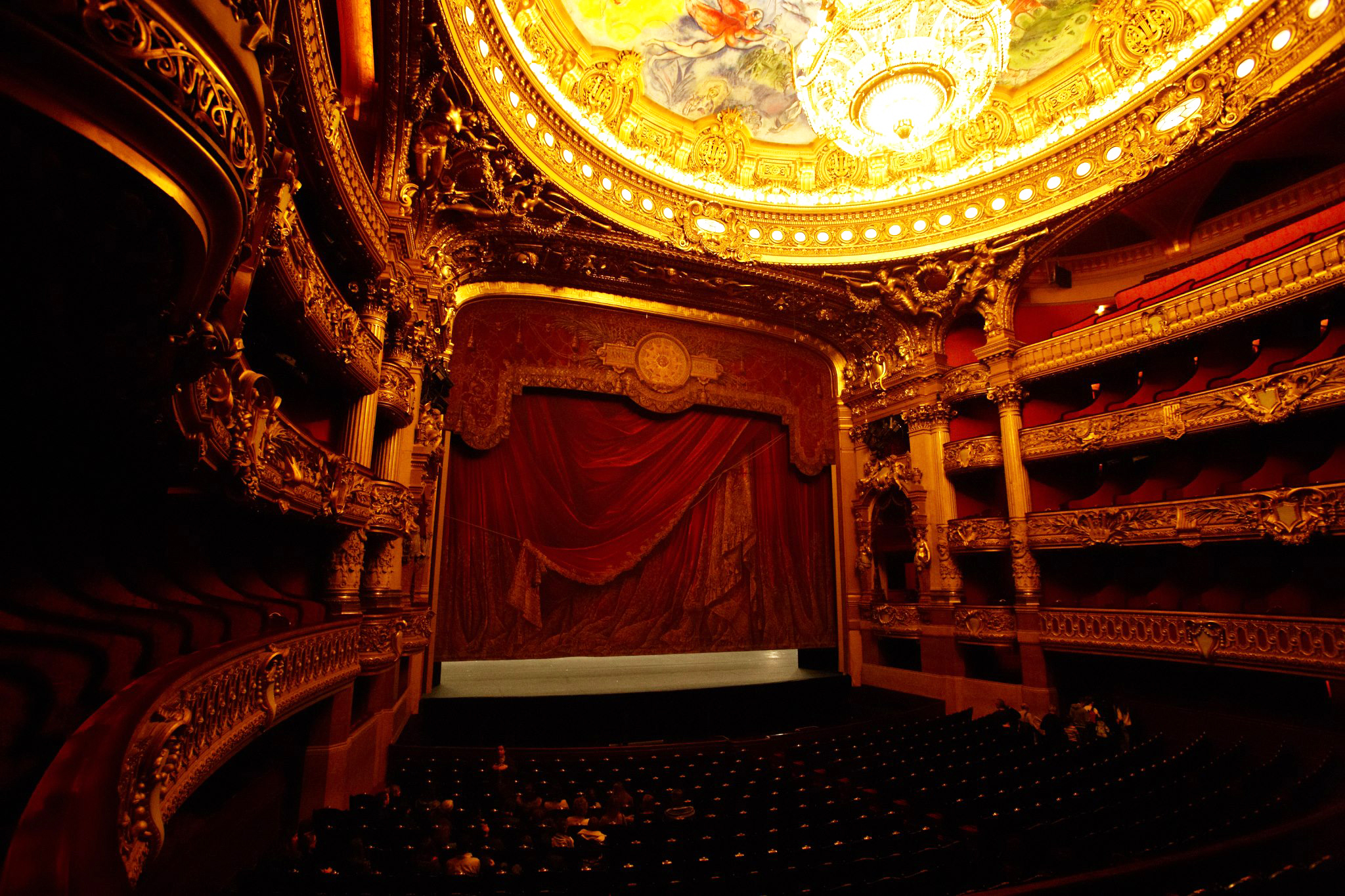
ガルニエ宮の舞台。9月のシーズン初日には同バレエ団の団員が勢ぞろいするデフィレ（行進、"Defile du Ballet"）が行われる。

パリ国立オペラ（Opéra national de Paris）は、フランスを代表するオペラ、バレエ団体である。フランス文化省が管轄する『商工業的性格の公共機関』（Établissement public industriel et commercial français）の一つで、過去・現在のオペラとバレエ作品の紹介を使命としている。主にパリのガルニエ宮とオペラ・バスティーユで公演している。この団体を指してオペラ座、パリ・オペラ座、パリ国立歌劇場と呼ぶこともある。シーズンは9月に始まり翌年7月まで。
後進育成の教育施設を持ち、また青少年のための催しを毎シーズン開く。

## 歴史
『パリ国立オペラ』とは、パリの『国立オペラ―バレエ劇団』の、1994年以降の名前である。みなもとは、下記『劇団名の変遷』の項にある『音楽アカデミー』で、それは、作曲家ロベール・カンベール（Robert Cambert）と組んで宮廷用オペラを作っていた詩人ピエール・ペラン（Pierre Perrin)の請願が、財務総監コルベールの仲立ちで、ルイ14世に認められ、1669年に設立された。
その後、『王立』、『帝国立』を冠したことも、単に『オペラ』と呼んだときもある。その『オペラ座』または『パリ・オペラ座』の呼称がいつごろから広まったかは、明らかにできないが、1875年開場のガルニエ宮の所在地は、『オペラ広場』で、1878年敷設の、ガルニエ宮とコメディ・フランセーズとを直に結ぶ街路は、『オペラ大通り』である。日本のある仏和辞典は『opéra：歌劇、歌劇場』、『Opéra：パリのオペラ座』と書いている。
劇団が本拠とする劇場も《世界初演とそのときの劇場》にあるように移り変わった。
1672年、イタリア生まれのジャン・バティスト・リュリがペランとカンベールを逐い、多くの自作を公演した。しかし、後継の親族らの経営は低迷し、1733年以降のラモーのオペラは評判を呼んだが、赤字は積もった。
フランス革命の10年ほど前には、ドイツのグルックとイタリアのピッチンニのオペラが、競り合った。革命期には、迎合的な作品も上演された。経営者が次々と代わり、ナポレオン政府の1807年の経済的措置でようやく救われた。
1821年からの11代目の劇場サル・ル・ペルティエでは、まずパリに滞在中のイタリアのロッシーニが活躍した。ドイツのマイヤベーア、イタリアのドニゼッティもパリに住んでオペラを書いた。初演ではないが、ワーグナーは、『タンホイザー』のオペラ座公演（1861年3月13日）のため、パリ人が好きなバレエを書き加えた（「パリ版」と呼ばれる）。
1880年3月22日には、ヴェルディが、ガルニエ宮で『アイーダ』の棒を振った。
300余年前の発足時から、この劇団は、内外の多くのオペラとバレエとを舞台にかけ、諸国の指揮者・歌手・演奏家・舞踊家・管弦楽団・歌劇団・バレエ団などを広く招き、世界的な歌劇団としての役割を果たしてきた。

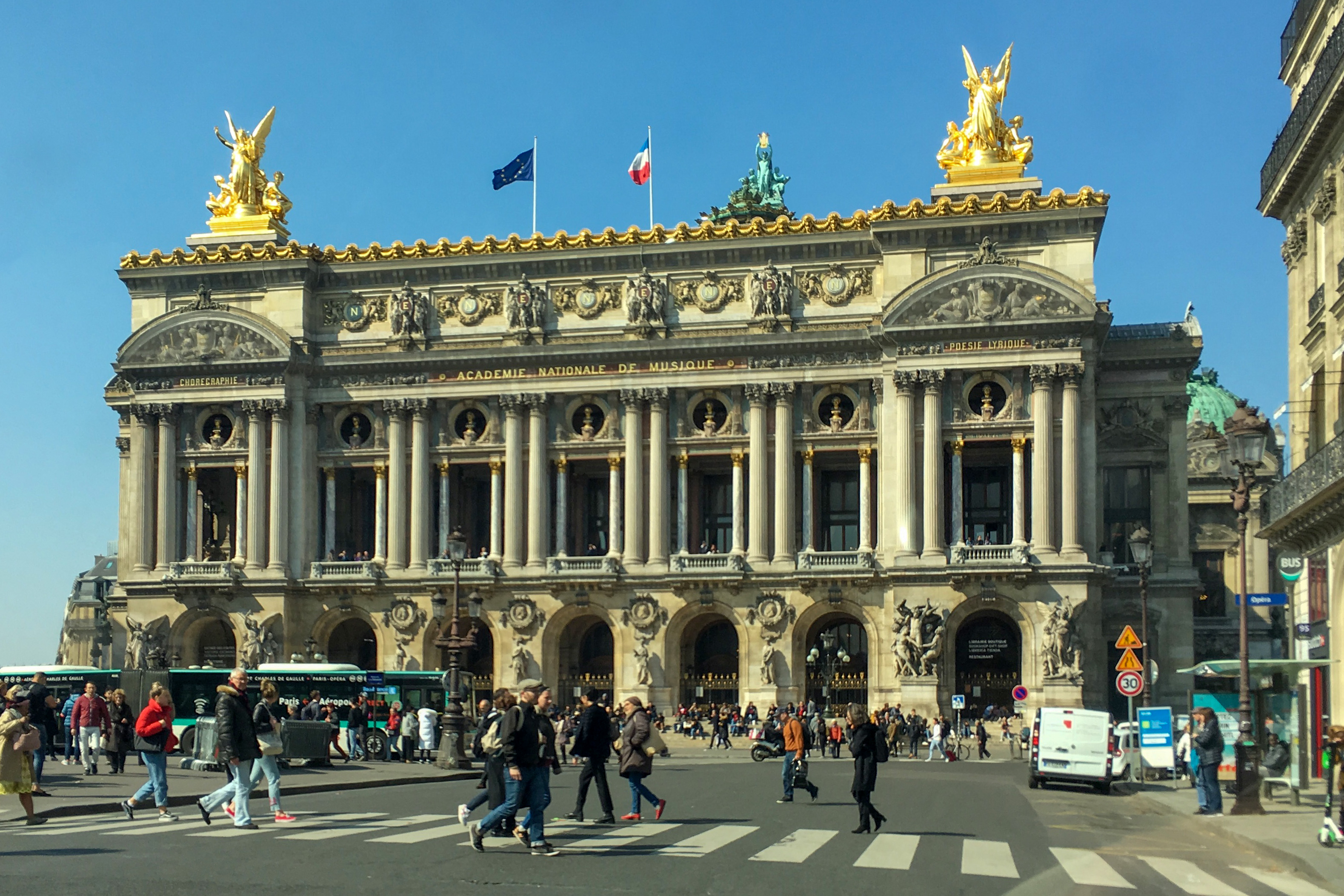
オペラ・ガルニエの外観

座付きのオーケストラと合唱団を持ち、それぞれが演奏会も開いている。また、メトリーズ・デ・オードセーヌ（Maîtrise des Hauts-de-Seine）が公式の児童合唱団として活躍する。オペラ公演では管弦楽は座付きのパリ国立歌劇場管弦楽団が大半を受け持つが、バレエ公演では座付きオーケストラの他にコンセール・コロンヌやイル・ド・フランス国立管弦楽団などが受け持つことも多い。

## 劇団名の変遷
劇団名のフランス史の節目ごとの変遷を列記する。
- ブルボン朝時代
  - 1669：音楽アカデミー（Académie de musique）
  - 1672：王立音楽アカデミー（Académie royale de musique）
- フランス革命期
  - 1791：オペラ（Opéra）→ 音楽アカデミー → 王立音楽アカデミー
  - 1792：音楽アカデミー
  - 1793：国立オペラ（Opéra national）
- ナポレオンの帝政・失脚・百日天下・失脚
  - 1804：帝室音楽アカデミー（Académie impériale de musique）
  - 1814：音楽アカデミー → 王立音楽アカデミー
  - 1815：帝室音楽アカデミー → 王立音楽アカデミー
- ルイ・フィリップの退位、第二共和制の成立
  - 1848：国立劇場（Théâtre de la nation）
  - 1849：国立オペラ劇場（Opéra-théâtre de la nation）
  - 1850：国立音楽アカデミー（Académie nationale de musique）
- ナポレオン3世即位、第二帝政
  - 1852：帝室音楽アカデミー
  - 1854：帝室オペラ劇場（Théâtre impérial de l'opéra）
- ナポレオン3世退位、第三共和制
  - 1871：国立オペラ劇場（Théâtre national de l'opéra）
- 第二次世界大戦
  - 1939：国立オペラ劇場連合（Réunion des Théâtres lyriques nationaux）
- オペラ・バスティーユ開場
  - 1989：パリ・オペラ劇場協会（Association des Théâtres de l'Opéra de Paris）
  - 1994：パリ国立オペラ（Opéra national de Paris）

## 世界初演とそのときの劇場
以下、[1][2][3]……と、常打小屋を年代順に列記し、その劇場で初演された作品を、年代順に並べる。
☆印はバレエ作品で、作曲家名の次に隅付き括弧でくくったのは振付け師の名である。
[1] サル・ド・ラ・ブテイユ（1671年 - 1672年）、現在の6区、マザラン街。座主交代で放棄。
- カンベール：ポモヌ（1671年3月）

[2] サル・ド・ベル・エール（1672年 - 1673年）、リュクサンブール公園の北隣り。老朽化で移転。
- リュリ：カドミュスとエルミオーヌ（1673年2月1日）

[3] 第1次サル・デュ・パレ・ロワイヤル（1673年 - 1763年）、現在のルーヴル美術館北隣り。1763年に火災。
- リュリ：アルセスト（1674年1月19日）
- リュリ：アティス（1676年1月10日）
- リュリ：プロセルピーヌ（1680年11月15日）
- リュリ：愛の勝利（1681年5月6日）
- リュリ：ファエトン（1683年1月6日）
- リュリ：アルミードとルノー（1686年2月15日）
- マルカントワーヌ・シャルパンティエ：メデ（1693年12月4日）
- カンプラ：優雅なヨーロッパ（英語版）（1697年10月24日）
- カンプラ：タンクレディ（英語版）（1702年11月7日）
- マラン・マレー：アルシオーヌ（1706年2月18日）
- ラモー：イポリートとアリシー（1733年10月1日）
- ラモー：優雅なインドの国々（1735年8月23日）
- ラモー：カストールとポリュックス（1737年10月24日）
- ラモー：エベの祭典（1739年5月12日）
- ラモー：ダルダニュス（英語版）（1739年11月19日）
- ラモー：プラテー（1749年2月4日）
- ラモー：ゾロアストル（英語版）（1749年12月5日）

[4] サル・デ・マシーヌ（1764年 - 1770年）、現在のテュイルリー公園の東端。仮住まい。
- モンシニー：アリーヌ、ゴルゴンドの王妃（1766年4月15日）

[5] 第2次サル・デュ・パレ・ロワイヤル（1770年 - 1781年）、ルーヴル美術館の北隣り。1781年に炎上。
- グルック：オーリードのイフィジェニー（1774年4月19日）
- グルック：アルミード（1777年9月23日）
- ピッチンニ：ロラン（英語版）（1778年1月17日）
- モーツァルト：レ・プティ・リアン（1778年6月11日）
- グルック：トーリードのイフィジェニー（1779年5月18日）
- グルック：エコーとナルシス（英語版）（1779年9月24日）
- ピッチンニ：アティス（英語版）（1780年2月22日）
- ピッチンニ：トーリードのイフィジェニー（英語版）（1781年1月23日）

[6] サル・ド・ムニュ・プレジール（1781年）、現在のガルニエ宮の東1km。仮住まい。
[7] サル・ド・ラ・ポルト・サン＝マルタン（1781年 - 1794年）、10区のサン＝マルタン門付近。強度不足で移転。
- サリエリ：ダナオスの娘たち （1784年4月16日）
- サリエリ：タラール （1787年6月8日）
- サッキーニ：アルヴィルとエヴリナ（英語版）（1788年4月29日）

[8] テアトル・デ・ザール（1794年 - 1820年）、2区の国立図書館の西、現在は『ラモー公園』。テロ事件で取り壊し。
- ケルビーニ：アナクレオン（英語版）（1803年10月4日）
- スポンティーニ：ヴェスタの巫女（1807年12月15日）
- スポンティーニ：フェルナン・コルテス（1809年11月28日）
- ケルビーニ：アベンセラージュ（英語版）（1813年4月6日）
- スポンティーニ：オランピ（英語版）（1819年12月22日）

[9] サル・ファヴァール（1820年 - 1821年）、現在のガルニエ宮の東400m。仮住まい。
[10] サル・ルヴォア（1821年）、2区の国立図書館の道路越し西正面。仮住まい。
[11] サル・ル・ペルティエ（1821年 - 1873年）、現ガルニエ宮の東400m。1858年にテロ事件、1873年に焼失。
- ロッシーニ：コリントの包囲（1826年10月9日）
- ロッシーニ：モーゼとファラオ（1827年3月26日）
- オベール：ポルティチの唖娘（1828年2月29日）
- ロッシーニ：オリー伯爵（1828年8月20日）
- ロッシーニ：ギヨーム・テル（1829年8月3日）
- ☆エロルド【ジャン・オメール】：眠りの森の美女（1829年4月27日）
- マイヤベーア：悪魔のロベール（1831年11月22日）
- オベール：ギュスターヴ3世（英語版）（1833年2月27日）
- ☆シュナイツホーファ【フィリッポ・タリオーニ】：ラ・シルフィード（1832年3月12日）
- アレヴィ：ユダヤの女（1835年2月23日）
- マイヤベーア：ユグノー教徒（1836年2月29日）
- ベルリオーズ：ベンヴェヌート・チェッリーニ（1838年9月10日）
- アレヴィ：ギドとジネヴラ（英語版） (1838年3月5日)
- オベール：妖精たちの湖（英語版）　(1839年4月1日)
- ドニゼッティ：殉教者（英語版）（1840年4月10日)
- ドニゼッティ：ラ・ファヴォリート（1840年12月2日）
- ☆アドルフ・アダン【ジャン・コラリとジュール・ペロー】：ジゼル（1841年6月28日）
- アレヴィ：キプロスの女王（フランス語版）（1841年12月22日）
- アレヴィ：シャルル六世（英語版）（1843年3月15日）
- ドニゼッティ：ドン・セバスティアン（英語版）（1843年11月13日）
- ☆デルデヴェス【ジョゼフ・マジリエ】：パキータ（1846年4月1日）
- ヴェルディ：イェルサレム（英語版） (1847年11月26日)
- マイヤベーア：預言者（1849年4月16日）
- グノー：サッフォー（英語版）（1851年4月16日）
- グノー：血まみれの修道女（英語版）（1854年10月18日）
- ヴェルディ：シチリアの晩鐘（1855年6月13日）
- ヴェルディ：イル・トロヴァトーレ（フランス語版）（1857年1月12日）
- ワーグナー：タンホイザー（パリ版）（1861年3月13日）
- グノー：サバの女王 （1862年3月8日）
- マイヤベーア：アフリカの女（1865年4月28日）
- ☆ドリーブとレオン・ミンクス【アルテュール・サン＝レオン】：泉（1866年11月12日）
- ヴェルディ：ドン・カルロス（1867年3月11日）
- トマ：ハムレット（1868年3月9日）
- ☆ドリーブ【アルテュール・サン＝レオン】：コッペリア（1870年5月25日）

[12] サル・ヴァンタドゥール（1874年）、現在のガルニエ宮の南南東500m。仮住まい。
[13] ガルニエ宮（1875年 - ）
- ☆ドリーブ【ルイ・メラント（英語版）】：シルヴィア（1876年6月14日）
- マスネ：ラオールの王（英語版）（1877年4月27日）
- マスネ：聖処女（フランス語版）（1880年5月22日）
- グノー：ザモラの貢ぎ物（英語版）（1881年4月1日）
- ☆ラロ【リュシアン・プティパ】：ナムーナ（1882年3月6日）
- トマ：リミニのフランソワーズ（英語版）（1882年4月14日）
- サン＝サーンス： ヘンリー八世（1883年3月5日）
- マスネ：ル・シッド（1885年11月30日）
- ☆メサジェ【ルイ・メラント】：二羽の鳩（1886年10月18日）
- マスネ：タイス（1894年3月16日）
- グザヴィエ・ルルー：アスタルテ（1901年2月15日）
- サン＝サーンス：野蛮人（英語版）（1901年10月23日）
- マスネ：アリアーヌ（英語版）（1906年10月31日）
- マスネ：バッキュス（英語版）（1909年5月5日）
- ☆ストラヴィンスキー【フォーキン】：火の鳥（1910年6月25日）
- ストラヴィンスキー：夜鳴きうぐいす（1914年5月26日）
- ☆シテインベルク【フォーキン】：マイーダ（1914年6月2日）
- ☆ストラヴィンスキー【レオニード・マシーン】：プルチネルラ（1920年5月15日）
- ☆ストラヴィンスキー【ニジンスカ】：きつね（1922年5月18日）
- ☆ストラヴィンスキー【ニジンスカ】：妖精の接吻（1928年11月27日）
- フローラン・シュミット：アントニーとクレオパトラ（フランス語版） （1920年6月14日）
- ☆ガブリエル・ピエルネ【レオ・スターツ（英語版）】：シダリーズと牧羊神（1923年1月15日）
- ルーセル：パドマーヴァティ（英語版）（1923年6月1日）
- ☆ラヴェル【ニジンスカ】：ボレロ（1928年11月22日
- ☆ルーセル【セルジュ・リファール】：バッカスとアリアーヌ（1931年5月22日）
- ☆アンリ・ソーゲ【リファール】：ミラージュ（1947年12月15日）
- アルバン・ベルク：ルル（第3幕補筆版）（1979年2月24日）
- オリヴィエ・メシアン：アッシジの聖フランチェスコ（1984年11月28日）
- ヨルク・ヘラー：マイスターとマルガリータ（1989年5月20日）

[14] オペラ・バスティーユ（1989年 - ）

## 総支配人・音楽監督・舞踊監督
フランス語版ウィキペディアに記載されている。
- Administrateurs, directeurs musicaux et directeurs de la danse（歴代の総支配人、音楽監督と舞踊監督）

2004年から2009年までは、ジェラール・モルティエが総支配人を務めていた。
現在の総支配人はステファヌ・リスネル。

### 職員の待遇
職員は基本的に公務員である。休日も勤務を余儀なくされることから重労働者とみなされており、他の公務員と異なり55歳以前から年金受給が可能、ダンサーに限れば42歳で退職することが可能な特例年金制度がある。この制度は、1698年にルイ14世が導入したものでフランス最古の年金制度の一つとなっている。
2019年、フランス政府は年金の優遇制度を事実上廃止する姿勢を示したことから、オペラ座の職員も12月5日から始まったストライキに参加。劇場の公演が中止される状況が続いた。